# Станфорд (Илиноис)
Станфорд (енгл. Stanford) град је у америчкој савезној држави Илиноис.

## Демографија
По попису из 2010. године број становника је 596, што је 74 (-11,0%) становника мање него 2000. године.
| Група             | 2000.       | 2010.       |
| Белци             | 650 (97,0%) | 570 (95,6%) |
| Афроамериканци    | 0 (0,0%)    | 5 (0,8%)    |
| Азијати           | 1 (0,1%)    | 1 (0,2%)    |
| Хиспаноамериканци | 6 (0,9%)    | 12 (2,0%)   |
| Укупно            | 670         | 596         |